# Улятово-Черняки
Улятово-Черняки (пол. Ulatowo-Czerniaki) — село в Польщі, у гміні Кшиновлоґа-Мала Пшасниського повіту Мазовецького воєводства.
Населення — 93 особи (2011).
У 1975-1998 роках село належало до Остроленцького воєводства.

## Демографія
Демографічна структура станом на 31 березня 2011 року:
|          | Загалом | Допрацездатний вік | Працездатний вік | Постпрацездатний вік |
| -------- | ------- | ------------------ | ---------------- | -------------------- |
| Чоловіки | 49      | 9                  | 31               | 9                    |
| Жінки    | 44      | 9                  | 23               | 12                   |
| Разом    | 93      | 18                 | 54               | 21                   |